# YTD
YTD (Year to Date) is een Engelse afkorting, die het tijdperk aanduidt vanaf het begin van het lopende kalenderjaar tot de huidige dag. 
De term wordt vaak gebruikt in financiële rapportages, bijvoorbeeld van de koersontwikkeling van effecten. 
Meestal wordt de dag waarop de rapportage wordt gemaakt zelf niet meegeteld, of pas na sluiting van de effectenbeurs. Op de website van een beleggingsfonds kan de YTD-koersontwikkeling op bijvoorbeeld 23 september de koersstijging of -daling weergeven vanaf de slotkoers aan het einde van het voorafgaande kalenderjaar t/m 22 september van dit jaar, vaak berekend in procenten van die eindejaarskoers. 